# 에스테반 로아이자
에스테반 안토니오 로아이자 베이나(스페인어: Esteban Antonio Loaiza Veyna, 1971년 12월 31일, 멕시코 바하칼리포르니아주 티후아나 ~ )는 미국 전 메이저 리그 야구 피츠버그 파이리츠, 필라델피아 필리스, 로스앤젤레스 다저스의 투수이다.

## 메이저 리그 경력
로아이자는 1995년 메이저 리그에 입성했으며, 첫 팀은 피츠버그 파이리츠였고 데뷔전은 1995년 4월 29일 필라델피아 필리스와의 경기였다. 이 경기에서 4 2/3이닝을 던졌고 5안타 1실점했으며 메이저 리그 첫 승을 거두었다. 그는 이 해 31번 선발로 나와 8승 9패 5.16의 평균자책점을 기록했다.
1996년 시즌 초는 다시 마이너 리그 트리플 에이 캘거리 캐넌스에서 시작했으며 6월 7일 다시 빅리그로 승격되었고 이후 계속 메이저에 머무르게 된다.
파이어리츠는 로아이자를 1998년 7월 17일 텍사스 레인저스의 토드 반 포펠, 워렌 모리스와 맞바꾸었다. 그는 이후 2년간 텍사스에서 뛰었고 선발과 중간계투를 오갔다.
2000년 7월 19일 토론토 블루제이스의 마이크 영, 다윈 쿠비얀과 맞트레이드되었으며 2002년까지 토론토에서 투수 생활을 한다.